# Lovasberény, Fejér
Lovasberény  este un sat în districtul Székesfehérvár, județul Fejér, Ungaria, având o populație de 2.680 de locuitori (2011). 

## Demografie
Componența etnică a satului Lovasberény
     Maghiari (98,58%)
     Necunoscut (0,28%)
     Alții (1,13%)
Componența confesională a satului Lovasberény
     Romano-catolici (45%)
     Reformați (24,29%)
     Fără religie (9,93%)
     Atei (1,04%)
     Necunoscută (19,18%)
     Alte religii (2,28%)
Conform recensământului din 2011, satul Lovasberény avea 2.680 de locuitori. Din punct de vedere etnic, majoritatea locuitorilor (98,58%) erau maghiari. Apartenența etnică nu este cunoscută în cazul a 0,28% din locuitori. Nu există o religie majoritară, locuitorii fiind romano-catolici (45,0%), reformați (24,29%), persoane fără religie (9,93%) și atei (1,04%). Pentru 19,18% din locuitori nu este cunoscută apartenența confesională.